# Handelshogeschool van Stockholm
De Handelshogeschool van Stockholm (Zweeds: Handelshögskolan i Stockholm, Engels: Stockholm School of Economics) is een private universiteit in Stockholm. De universiteit werd in 1909 opgericht als een "businessschool" door Zweedse zakenleiders. De universiteit specialiseert zich in de vakgebieden economie, finance, management en marketing. De school wordt gezien als een van de betere opleidingen in haar vakgebied in Europa.
De Handelshogeschool van Stockholm is de enige private universiteit in Zweden en biedt verschillende Bachelor- en Master-programma's aan. De school kent een zeer streng en selectief selectiebeleid, waarbij in het jaar 2009 minder dan 4% van de aanmeldingen werd geaccepteerd om te kunnen starten in een van de programma's.
De universiteit was ook de bakermat voor de "Handelshogeschool van Stockholm"-doctrine en rekent verscheidene Nobelprijswinnaars tot haar alumni (onder andere Bertil Ohlin en Gunnar Myrdal). Eli Heckscher en Bertil Ohlin hebben samen het Heckscher-Ohlinmodel ontwikkeld, dat nog steeds als wereldwijde standaard wordt gebruikt op het gebied van internationale handel.